# Stadion Miejski w Bałcziku
Stadion Miejski – stadion piłkarski w Bałcziku, w Bułgarii. Obiekt może pomieścić 5000 widzów. Swoje spotkania rozgrywają na nim piłkarze klubu Czernomorec Bałczik.